# Кри (езеро)
Езерото Кри (на английски: Cree Lake) е 4-то по големина езеро в провинция Саскачеван. Площта му, заедно с островите в него е 1434 км2, която му отрежда 30-о място сред езерата на Канада. Площта само на водното огледало без островите е 1228 км2. Надморската височина на водата е 487 м.
Езерото се намира в северната част на провинция Саскачеван, на 188 км западно от Еленовото езеро и на толкова километра южно от езерото Атабаска. Дължината му от югозапад на североизток е 81 км, а максималната му ширина – 57 км. Обемът на водната маса е 17,6 км3. Средна дълбочина 14,9 м, а максимална – 60 м. От ноември до юни езерото е покрито с дебела ледена кора.
Еленовото езеро има силно разчленена брегова линия с дължина от 786 км, с множество заливи, полуострови, канали и острови – Ориат, Кауаи, Флеминг, Ипсатиноу (най-голям), Джонс, Търнър и др. с обща площ от 206 км2.
Площта на водосборния му басейн е 4468 km2, като в езерото се вливат множество малки реки, а от северния му ъгъл изтича река Кри, вливаща се в Блак Лейк.
Бреговете на езерото са необитаеми, като само в западната част на остров Ипсатиноу има малко селище и сезонно използвано летище.
През 1892 г. канадският геолог и картограф Джоузеф Тирел открива езерото и извършва първото му топографско картиране.